# Namea flavomaculata
Namea flavomaculata là một loài nhện trong họ Nemesiidae.
Namea flavomaculata được miêu tả năm 1918 bởi Rainbow & Pulleine.